# Brada
Henrietta Consuelo Sansom, comtesse de Quigini Puliga, dite Brada, née le 24 avril 1847 à Paris et morte à Paris 8e le 3 août 1938,, est une femme de lettres et romancière française.

## Biographie
Fille d'un riche expatrié britannique, Charles Sansom, elle passe la majeure partie de son enfance dans une pension pour demoiselles située près de l'Arc de Triomphe à Paris. Étant née hors mariage, elle se retrouve sans ressources à la mort de son père, dont l'héritage est partagé par ses enfants légitimes. Elle épouse en 1868 un comte italien de vingt ans son aîné, Efisio Quigini Puliga, conseiller de la Légation d'Italie à Paris, qui meurt en 1876 des suites d'une longue maladie. Pour subvenir à l'éducation de ses deux jeunes enfants, elle commence alors à écrire des chroniques et des nouvelles sous le pseudonyme de Bradamente, abrégée par la suite en Brada, qui sont publiées dans le Journal des débats, Le Figaro, la Revue de Paris ainsi que dans plusieurs autres périodiques. Ses romans et nouvelles, qui paraissent bientôt en librairie, connaissent un large succès et sont récompensés par l'Académie française avec le prix Montyon en 1890, le prix de Jouy en 1895 et le prix Xavier Marmier en 1934. Elle continue ainsi à écrire jusqu'à l'âge de plus de 80 ans, menant à Paris une vie simple entrecoupée de séjours en Italie.
Le succès de ses romans, nourris par la connaissance des milieux aristocratiques qu'elle avait acquise d'abord à Paris et à Londres, où elle avait vécu avec son père, puis à Berlin, où elle avait suivi son mari dans sa carrière diplomatique, reposait en large partie sur des « intrigues de la haute société cosmopolite » où étaient dépeints des  « passions et vices suprêmement aristocratiques ». Souvent comparée à Gyp, elle était appréciée par ses lecteurs contemporains pour « sa spontanéité et sa fraîcheur » comme pour « son élégance et sa distinction ».
Elle s'essaya aussi dans des genres différents. Son tout premier livre, écrit en anglais et publié à Londres en 1873, était une étude sur les correspondants et les contemporains de Madame de Sévigné. Ses remarques sur le déclin de l'aristocratie et sur l'émancipation des femmes, parues dans ses Notes sur Londres en 1895, attirèrent l'attention de Henry James. Elle publia encore dans sa maturité deux livres de souvenirs, l'un en anglais, l'autre en français. Dans le premier, paru en 1899 sous le titre My Father and I (Mon Père et moi), elle évoquait sa petite enfance ainsi que ses premiers pas dans la haute société britannique en compagnie de son père, auquel elle se sentait liée par une grande complicité. Dans le second, intitulé Souvenirs d'une petite Second Empire et paru en 1921, elle racontait ses souvenirs de pension et, parmi nombre d'autres anecdotes, les visites qu'elle faisait à la veuve de Balzac.
Elle meurt le 3 août 1938 à Paris et est enterrée au cimetière du Père-Lachaise (46e division).

## Publications
Chroniques, romans et nouvelles
- Leurs Excellences, 1878 (illustré par Louis Morel-Retz)
- Mylord et mylady, 1884
- Compromise, 1889
- L'Irrémédiable, 1891
- À la dérive, 1893
- Notes sur Londres, 1895
- Jeunes Madames, préface d'Anatole France, 1895
- Joug d'amour, 1895
- Les Épouseurs, 1896
- Lettres d'une amoureuse, 1897 Texte en ligne
- L'Ombre, 1898
- Petits et grands, 1898
- Une impasse, 1899
- Comme les autres, 1902
- Retour du flot, 1903
- Isolée, 1904
- Les Beaux jours de Flavien, 1905
- Ninette et sa grand'mère, 1906 Texte en ligne
- Disparu, 1906
- Les Amantes, 1907
- Malgré l'amour, 1907
- L'Àme libre, 1908
- La Brèche, 1909 Texte en ligne
- Monsieur Carotte. La Petite bergère. Le Bal des pantins, 1910
- Madame d'Épone, 1922
- Après la tourmente, 1926
- Cœur solitaire, 1928
- La Maison de la peur, 1930
- Prise au piège, 1937

Varia
- (en) Madame de Sévigné, her correspondents and contemporaries, 2 vol., 1873
- (en) My Father and I. A book for daughters, 1899
- Souvenirs d'une petite Second Empire, 1921

Scénarios
- Deux Petits Jésus de Georges Denola, S.C.A.G.L., 1910
- Le Coup de feu, S.C.A.G.L., 1911
- Le geste qui accuse, réalisé par elle-même, Pathé frères, 1913